# Mystic Falls
Mystic Falls es una pequeña ciudad ficticia situada en el sur de Virginia y ambientada en la serie de televisión estadounidense The Vampire Diaries (El diario de los vampiros o Diarios de vampiros en Hispanoamérica y Crónicas vampíricas en España), donde transcurren una serie de acontecimientos insólitos y misteriosos.
Se trata de una ciudad aparentemente tranquila, pero que realmente guarda un oscuro secreto, pues en ella habitan desde hace mucho tiempo seres sobrenaturales como vampiros, brujas, hombres lobo e híbridos, entre otros.

## Historia
Los orígenes de esta ciudad se remontan a miles de años atrás. Entre los siglos IX y X, una bruja muy poderosa, Esther, y su esposo Mikael Mikaelson, un rico terrateniente y guerrero vikingo, viven la pérdida de su hija primogénita, Freya, a causa de una plaga. Por ello, deciden marcharse junto a sus otros dos hijos a una tierra mística, más tarde conocida como Mystic Falls, donde una bruja amiga de la familia decía que todos los habitantes crecían sanos y fuertes, teniendo el don de la salud perfecta. Se trataba de una tierra mística, ya que en ella habían habitado a lo largo de muchos años hombres que se transformaban en lobos durante la luna llena.

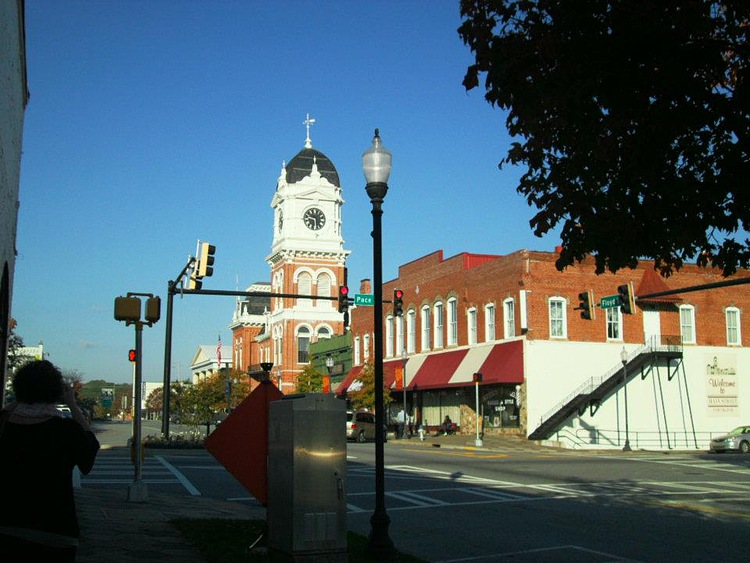
Mystic Falls, Virgina. Ciudad ambientada en la serie de televisión The Vampire Diaries.

Posteriormente, Esther dio a luz a cuatro hijos más. Un día, el menor de los seis hijos, Henrik, muere a causa de un ataque de hombre lobo, la mayor amenaza de entonces en el pueblo. Este hecho provoca que Mikael, desesperado, obligue a su esposa Esther a invocar su magia negra para proteger a la familia de los hombres lobo y que no tengan que vivir de nuevo la pérdida de otro de sus hijos. A través de un hechizo de inmortalidad creado hace miles de años por una bruja poderosa, Esther consigue adaptarlo y dotar a su familia de habilidades como la fuerza sobrehumana, velocidad, agilidad y curación, que acaban siendo incluso más fuertes que las de los hombres lobo. Así pues, los miembros de la familia Mikaelson se convierten en los primeros vampiros originales y constituyen el linaje vampírico más poderoso.
En el año 1860, este mágico y misterioso lugar es bautizado con el nombre de Mystic Falls, ya que es descubierto por el Consejo de los Fundadores, o las Familias Fundadoras, una asociación formada por algunas familias importantes, descendientes de habitantes originarios de la ciudad, así como por varios funcionarios municipales. A simple vista, se trata de una organización cívica que se dedica a celebrar la historia local, pero en secreto la misión de dicho consejo es proteger a la ciudad de los seres sobrenaturales, especialmente de los vampiros, que se encuentran aún entre los habitantes.
En algunos diarios escritos por varios ancestros de las llamadas Familias Fundadoras, que pertenecen al consejo y que han sido transmitidos de generación en generación, se encuentran las claves sobre cómo atrapar y matar a los vampiros.

## Curiosidades

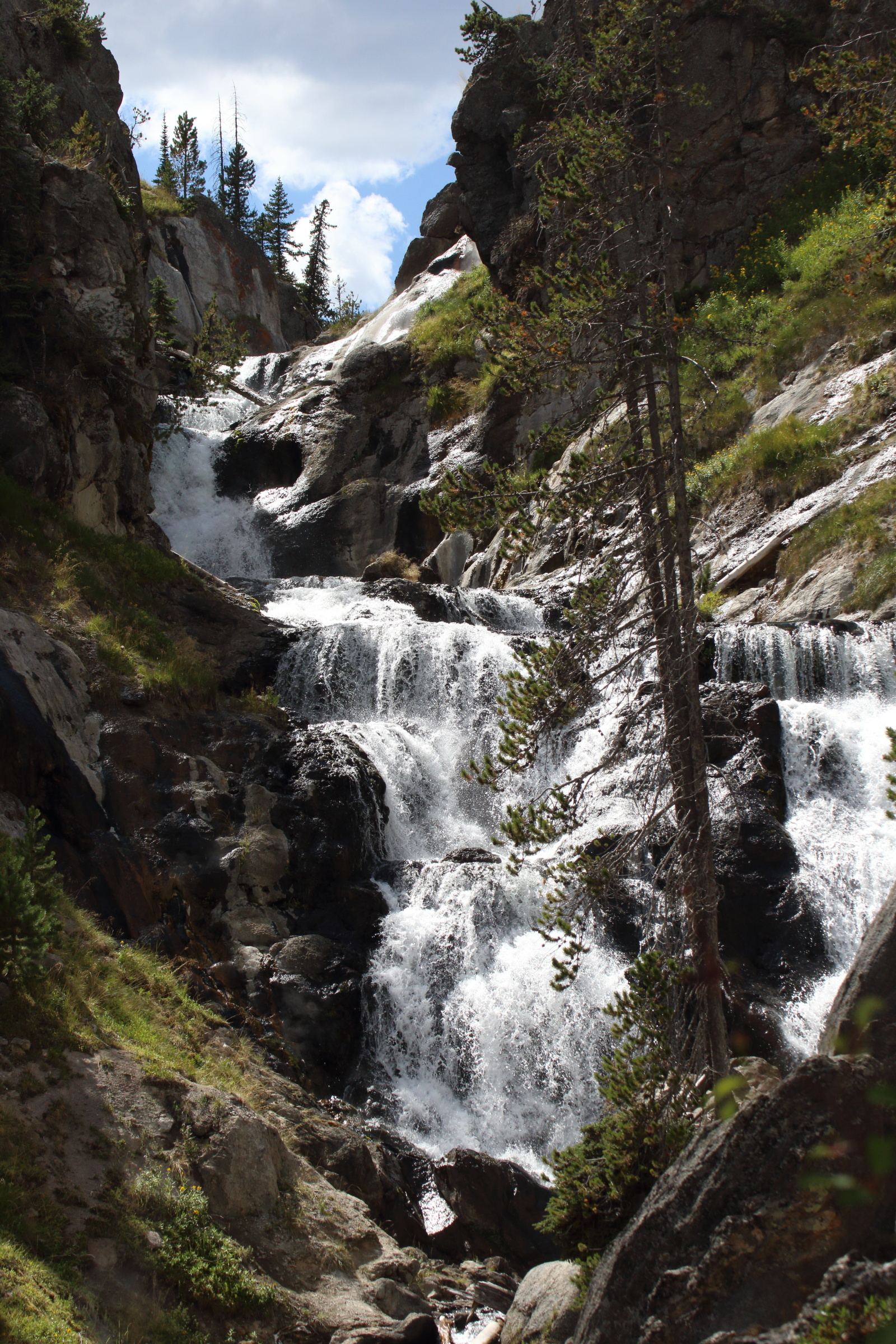
Mystic Falls, Little Firehole River, Yellowstone National Park, Wyoming

Gran parte de los espectadores de la serie estadounidense The Vampire Diaries (Crónicas vampíricas en español), se ha cuestionado alguna vez si Mystic Falls realmente existe. Lo cierto es que, aunque se trate de una ciudad ficticia e imaginaria para ambientar la serie, existe una cascada en Estados Unidos llamada Mystic Falls (originariamente conocida como Little Falls Firehole). Dicha cascada se encuentra ubicada en el estado de Wyoming, concretamente en el río Little Firehole que se sitúa en el interior del Parque Nacional de Yellowstone. Posee 70 metros de caída aproximadamente y, además, la zona en la que se encuentra ubicada es frecuentada por personas que practican senderismo.